# Trioza bussei
Trioza bussei är en insektsart som beskrevs av Zacher 1915. Trioza bussei ingår i släktet Trioza och familjen spetsbladloppor.
Artens utbredningsområde är Kamerun. Inga underarter finns listade i Catalogue of Life.